# Poopak NikTalab

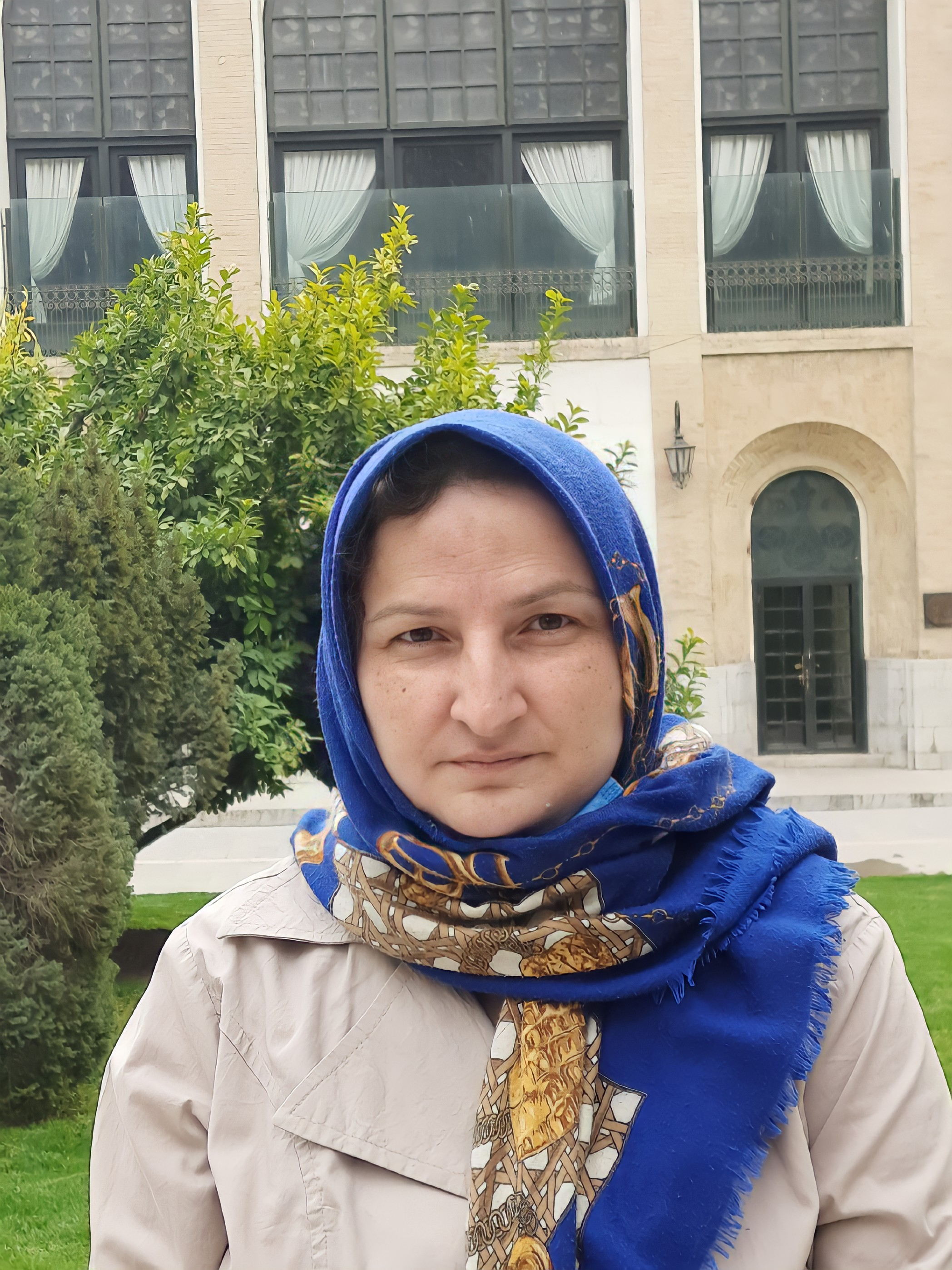
Poopak Niktalab em 2021.

Poopak Niktalab (Teerã, 19 de maio de 1970) ( /puːˈpækˌnɪkˈtælæb/ ) é uma autora iraniana e pesquisadora literária, especialmente de literatura infantil.

## Vida
Ela nasceu em 1970 no Teerã em uma família cultural e literária. Ela é membro da família Niktalab e uma das filhas de Ahmad Niktalab. , Depois de receber um diploma em matemática e física, ela foi imediatamente aceita na Universidade Al-Zahra no campo da matemática. Tem colaborado com várias instituições e organizações, incluindo a Associação Iraniana de Escritores de Crianças e Adolescentes, o Ministério da Educação do Irã, etc.
Ela é uma das teóricas da educação do mundo. Ela também interagiu com especialistas do Banco Mundial na área de educação por um longo tempo no Ministério da Educação do Irã.